# ブルンジの行政区画
ブルンジの行政区画（ブルンジのぎょうせいくかく）は、5県（州とも）、42郡（コミューン）、451地区（ゾーン）、3,044区（コリーヌ/カルティエ）の4層から成る。
2023年3月16日にブルンジ政府は「県、郡、地区、区の境界を定める法律（N⁰1/05）」に署名し、行政区画の再編を決めた。県は18県から5県へ、郡は119郡から42郡へと減少し、郡と区の間に地区が新たに創設される。2025年ブルンジ議会選挙が実施されるまでは従来の行政区画が維持される。選挙後の2025年7月4日に新しい県の県知事が任命され、新体制が始動した。

## 県

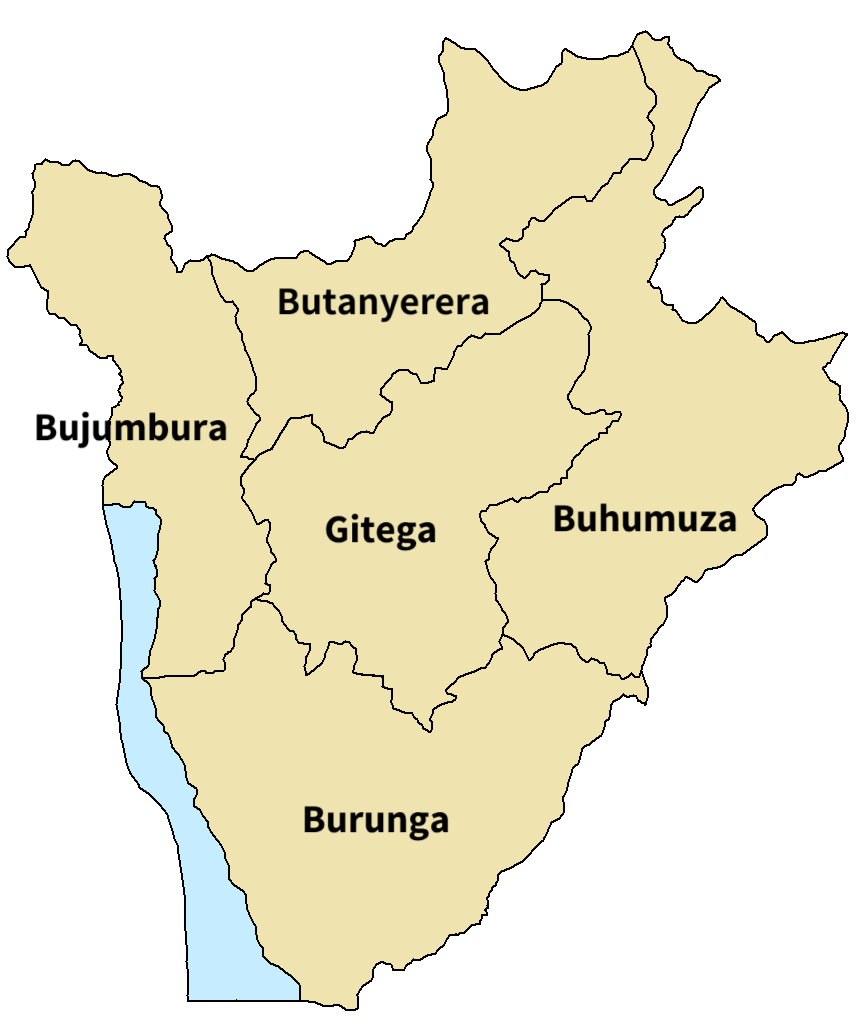
ブルンジの県（2025年以降）

県（あるいは州、ルンディ語: Intara、フランス語: Province）は、ブルンジの第一級行政区画である。2025年7月4日以降、5県が置かれている。
| 県名           | フランス語名 | 県都         | 面積 (km2) | 人口 (2024年国勢調査) |
| -------------- | ------------ | ------------ | ---------- | --------------------- |
| ブフムザ県     | Buhumuza     | カンクゾ     | 5,931      | 2,052,261             |
| ブジュンブラ県 | Bujumbura    | ブジュンブラ | 3,937      | 3,353,555             |
| ブルンガ県     | Burunga      | マカンバ     | 6,206      | 2,118,551             |
| ブタニェレラ県 | Butanyerera  | ンゴジ       | 4,480      | 2,530,206             |
| ギテガ県       | Gitega       | ギテガ       | 4,546      | 2,278,215             |

### 変遷
（この節の出典:）

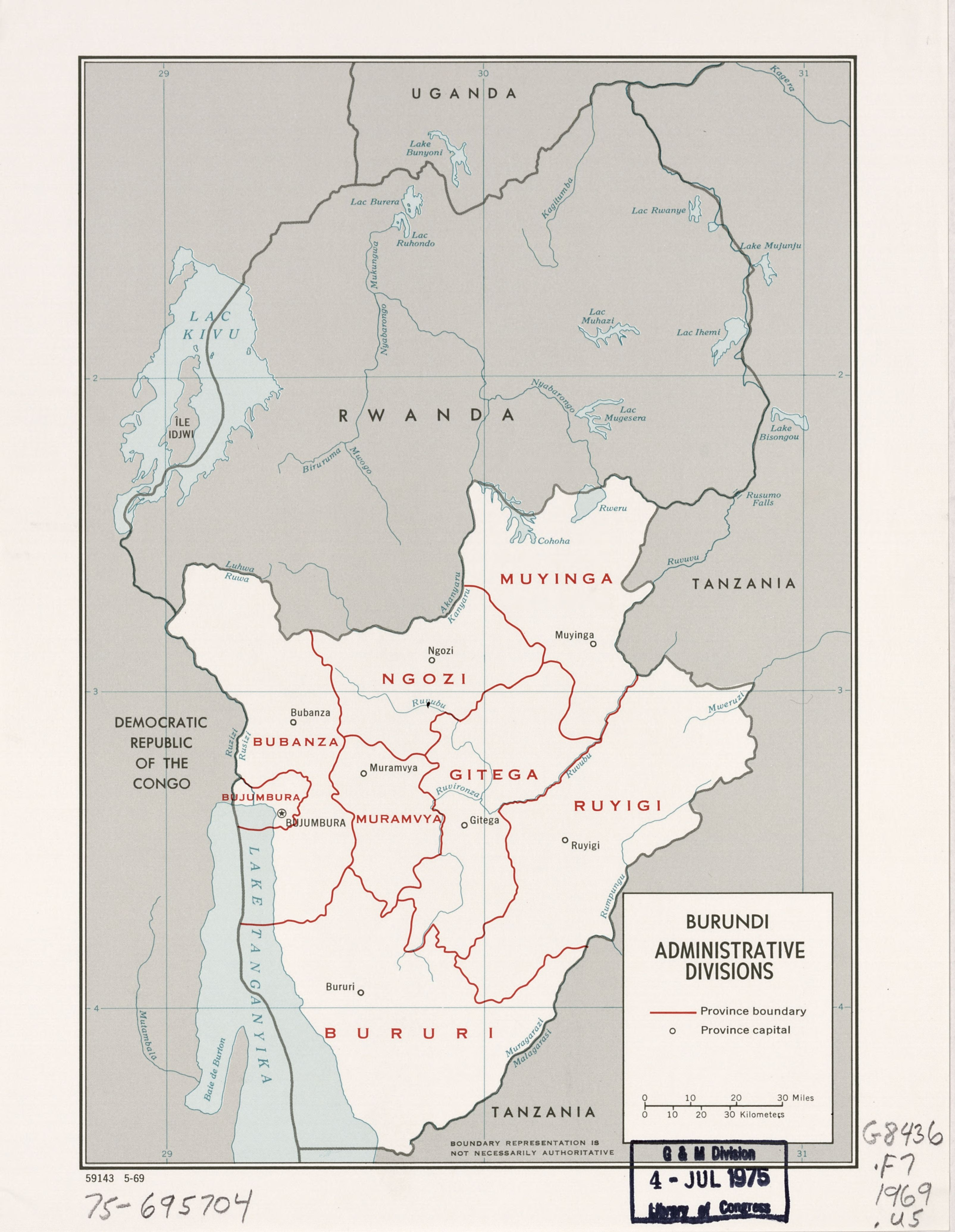
1969年のブルンジの県

ルアンダ＝ウルンディ時代の1932年3月7日、宗主国ベルギー政府はウルンディ（現在のブルンジ）を7つの地域（Territory）に分割した。地域は首長区（Chefferies）に分けられ、さらに首長区は副首長区（Sous-chefferie）に分けられる。
1. ブルリ地域（Bururi）
2. ヒンガ地域（Hinga）
3. キテガ地域（Kitega）
4. ンゴジ地域（Ngozi）
5. ルタナ地域（Rutana）
6. ルイギ地域（Ruyigi）
7. ウサンブラ地域（Usambura）

1949年8月14日、ブバンザ地域とムランヴィヤ地域が作成された。
1959年12月25日、副首長区およびその他の第三級行政区画はコミューンに置き換えられた。1960年9月26日に18つの首長区は県（Province）に置き換えられたが、1962年3月1日に県（旧首長区）は郡（Arrondissement）に降格し、代わって地域が県となった。この時ルタナ地域とルイギ地域は合併しルイギ県となったため、8県となった。
1969年頃にムウィサレ郡がブバンザ県からブジュンブラ県に移管された。移管後の行政区画は以下の通り。
| 県             | 県都         | 人口 (1978年推計) | 面積 (km2) | 郡                               |
| -------------- | ------------ | ----------------- | ---------- | -------------------------------- |
| ブバンザ県     | ブバンザ     | 293,221           | 2,670      | ブバンザ郡、チビトケ郡           |
| ブジュンブラ県 | ブジュンブラ | 386,041           | 1,255      | ブジュンブラ郡、ムウィサレ郡     |
| ブルリ県       | ブルリ       | 398,614           | 4,680      | ブルリ郡、マカンバ郡             |
| ギテガ県       | ギテガ       | 612,118           | 3,320      | ブキラサジ郡、ギテガ郡、カルジ郡 |
| ムランヴィヤ県 | ムランヴィヤ | 342,722           | 1,510      | ムランヴィヤ郡。ムワロ郡         |
| ムインガ県     | ムインガ     | 494,140           | 3,535      | キルンド郡、ムインガ郡           |
| ンゴジ県       | ンゴジ       | 714,476           | 2,595      | カヤンザ郡、ンゴジ郡             |
| ルイギ県       | ルイギ       | 348,102           | 5,445      | カンクゾ郡、ルタナ郡、ルイギ郡   |

1982年9月24日、行政区画の再編により郡（Arrondissement）は廃止された。チビトケ郡、マカンバ郡、カルジ郡、キルンド郡、カヤンザ郡、カンクゾ郡、ルタナ郡は県に昇格し、15県となった。ムワロ郡はムランヴィヤ県に、ムウィサレ郡はブジュンブラ県に、ブキラサジ郡はそのほとんどをギテガ県と合併し、消滅した。
1991年11月8日、ブジュンブラ県はブジュンブラ・メリー県とブジュンブラ近郊県に分割された。1998年12月10日、ムランヴィヤ県からムワロ県が分立した。
2015年3月26日、ブルリ県の3郡とブジュンブラ近郊県の2郡が合併し、ルモンゲ県となった。またブジュンブラ近郊県の県都はイサレに変更された。

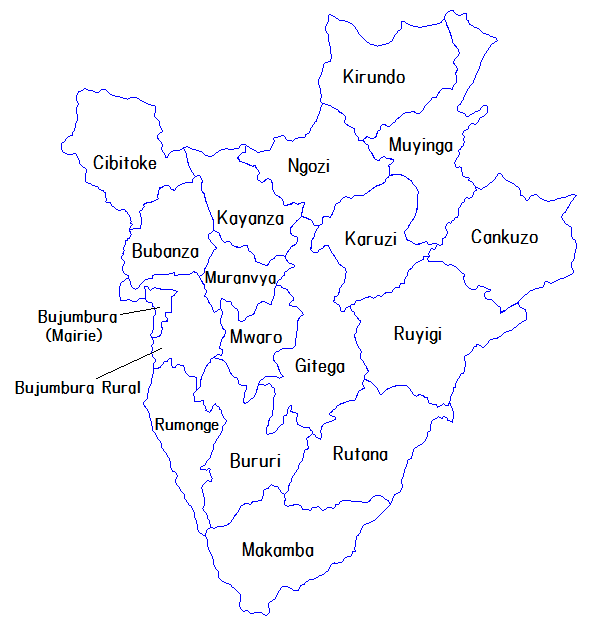
ブルンジの行政区画（2015年 - 2025年）

| 県名                   | Province                  | 県庁所在地   | 人口 (2010年推計) | 面積 (km2) | 人口密度 (/km2) |
| ---------------------- | ------------------------- | ------------ | ----------------- | ---------- | --------------- |
| ブバンザ県             | Bubanza Province          | ブバンザ     | 354,443           | 1,089.04   | 325             |
| ブジュンブラ・メリー県 | Bujumbura Mairie Province | ブジュンブラ | 521,316           | 86.52      | 6,025           |
| ブジュンブラ近郊県     | Bujumbura Rural Province  | イサレ       | 487,397           | 829.76     | 587             |
| ブルリ県               | Bururi Province           | ブルリ       | 328,312           | 1,644.68   | 199             |
| カンクゾ県             | Cankuzo Province          | カンクゾ     | 239,991           | 1,964.54   | 122             |
| チビトケ県             | Cibitoke Province         | チビトケ     | 482,801           | 1,635.52   | 295             |
| ギテガ県               | Gitega Province           | ギテガ       | 760,451           | 1,978.96   | 384             |
| カルジ県               | Karuzi Province           | カルジ       | 457,644           | 1,457.40   | 314             |
| カヤンザ県             | Kayanza Province          | カヤンザ     | 613,849           | 1,233.24   | 497             |
| キルンド県             | Kirundo Province          | キルンド     | 658,774           | 1,703.34   | 386             |
| マカンバ県             | Makamba Province          | マカンバ     | 451,831           | 1,959.60   | 230             |
| ムランヴィヤ県         | Muramvya Province         | ムランヴィヤ | 306,802           | 695.52     | 441             |
| ムインガ県             | Muyinga Province          | ムインガ     | 663,129           | 1,836.26   | 361             |
| ムワロ県               | Mwaro Province            | ムワロ       | 286,411           | 839.60     | 341             |
| ンゴジ県               | Ngozi Province            | ンゴジ       | 692,812           | 1,473.86   | 470             |
| ルモンゲ県             | Rumonge Province          | ルモンゲ     | 369,126           | 1,079.72   | 341             |
| ルタナ県               | Rutana Province           | ルタナ       | 349,710           | 1,959.86   | 178             |
| ルイギ県               | Ruyigi Province           | ルイギ       | 419,986           | 2,338.88   | 179             |

## 郡（コミューン）

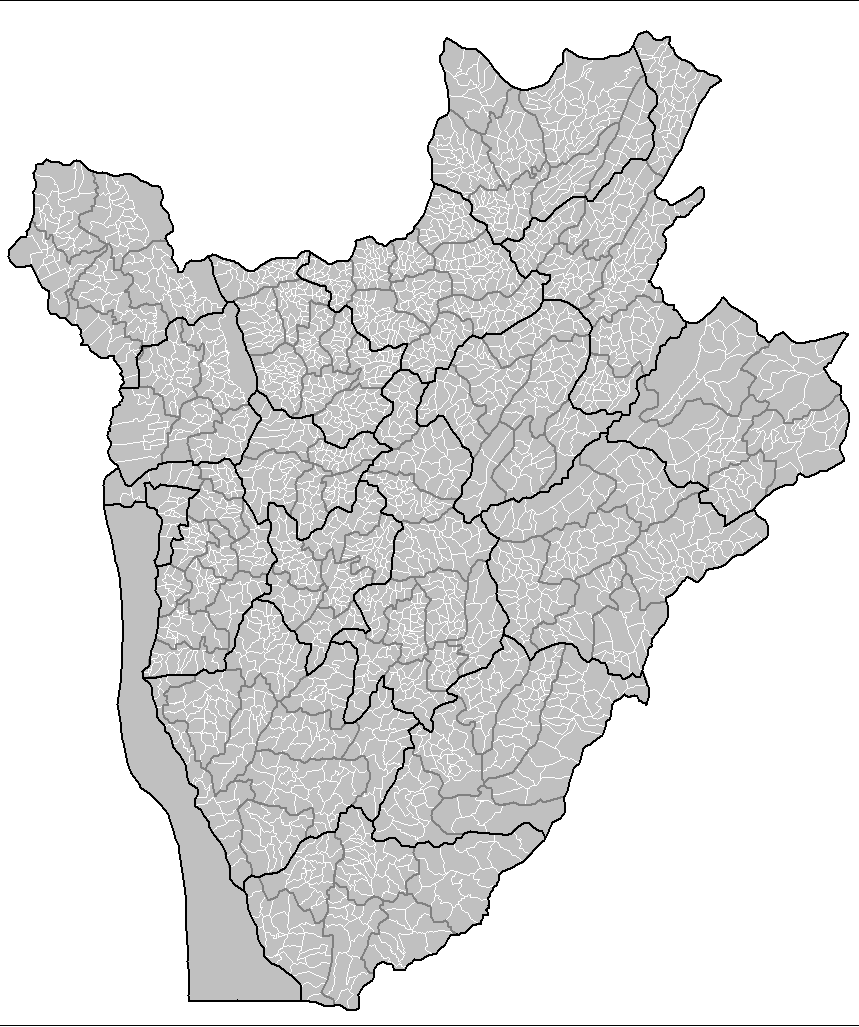
ブルンジの郡と区（2025年の再編以前）

県の下には郡（仏: Commune）が置かれている。フランス語名からそのままコミューンと呼ばれることもあるが、都市との区別のためここでは便宜上郡と訳す。郡は自治体で、複数の地区から成る。
2025年7月時点で42郡がある。2025年の再編前は119郡があった。

## 地区
郡の下には地区（仏: Zone）が存在する。2025年の再編で新設された。
2025年7月時点で451地区がある。

## 区
地区の下には区（仏: Colline / Quartier）がある。Collineはフランス語で「丘」を意味する。Quartierは都市部に設置される。
2025年7月時点で3,044区がある。以前は第三級行政区画であったが、上位区画として地区が新設されたため第四級行政区画となった。